# Civeta petita de l'Índia
La civeta petita de l'Índia (Viverricula indica), és una espècie de civeta del gènere monotípic Viverricula. A Sri Lanka, es coneix amb el nom de Kalawedda entre la comunitat que parla singalès.

## Descripció
Les civetes petites de l'Índia tenen un pelatge marró, groc o marró vermellós, amb anells blancs i negres al coll i la cua, i petites taques pel cos, que convergeixen formant de 6 a 8 franges que s'estenen per l'esquena fins a la cua. Els peus són generalment negres o de color marró fosc, i el ventre és de color marró o gris més clar que la resta del cos, amb poques o cap marca.
Les civetes petites de l'Índia es distingeixen de les altres civetes, del gènere Viverra, per la seva mida significativament més petita, la manca de cresta dorsal, petites diferències a les orelles, i un musell més curt. Els mascles de civeta petita de l'índia són generalment més grans que les femelles.

## Distribució i hàbitat
La civeta petita de l'Índia viu a l'Àsia, des del sud i centre de la Xina fins a Indoxina i l'Índia. La seva àrea de distribució s'estén també cap al sud a les illes indonèsies de Sumatra, Java i Bali. Aquesta espècie ha estat introduïda a les illes de Zanzíbar, Madagascar, Comores i Socotra (a costa est d'Àfrica), així com a diverses illes a les Filipines.
L'hàbitat de less civetes petites de l'Índia és molt variable, ja que s'han adaptat a una àmplia varietat de condicions de vida diferents arreu de la seva àmplia distribució geogràfica. En molts llocs, viuen en estreta proximitat als éssers humans, i no han patit a causa de la invasió humana. De fet, en molts llocs s'alimenten principalment d'aus de corral i que viuen en clavegueres o fins i tot als abocadors d'escombraries. Prefereixen àrees obertes, ja que les observacions a la densa selva tropical tenen lloc amb menys freqüència que als rius, boscos caducifolis, i pastures. Normalment es troben en alçades baixes, encara que la seva capacitat d'adaptació fa difícil de definir els límits exactes.

## Comportament
Són animals nocturns i, generalment, solitaris, encara que ocasionalment es formen parelles (per aparellar-se i caçar). A les zones on no hi ha alteracions causades pels humans, de vegades s'han pogut veure caçant també de dia. Tot i que poden grimpar fàcilment als arbres, són principalment terrestres. Els individus dormen en caus o troncs buits. Poden cavar els seus propis caus o ocupar-ne altres abandonats per altres espècies. En hàbitats suburbans, fan servir clavegueres o altres forats foscos com a caus improvisats.

## Dieta
Encara que alguns vivèrrids s'alimenten principalment de fruits, les civetes petites de l'Índia són principalment carnívores. S'alimenten de petits vertebrats, especialment rosegadors. Tot i això, són animals oportunistes que s'alimenten també de fruits, carronya o deixalles llençades pels humans. S'ha informat que cacen petites mascotes, així com bestiar.

## Reproducció
Aquesta espècie és gairebé completament solitària i asocial, excepte durant la temporada d'aparellament. L'aparellament té lloc generalment un cop a l'any. Els processos pels quals es trien les parelles és desconegut en gran part. No hi ha dades sobre si els individus s'associen amb exparelles o mostren preferències per parelles amb una morfologia específica.
La glàndula de la civeta ha demostrat ser de gran importància per a la reproducció. És probable que les substàncies químiques emeses per aquesta glàndula atreguin les parelles o serveixin per mostrar que estan en zel. Durant els períodes de zel, els mascles i les femelles dipositen oli de civeta de les seves glàndules en molts tipus d'objectes. En un estudi de la reproducció en captivitat, els mascles van fregar el seu oli de civeta a les gàbies dels altres individus masculins i femenins, mentre que les femelles només van fregar els olis en les seves pròpies gàbies. Això podria mostrar la dominació masculina o una forma de competència masculina per les parelles i l'elecció de la parella femenina. Segons el mateix estudi, els mascles també emetien un so únic («da-da-da»), mentre estaven excitats. El mascle perseguia a la femella i després li ensumava l'anus abans de la còpula.
En captivitat, investigadors xinesos han demostrat que la civeta petita de l'Índia té dos cicles estrals. La majoria d'individus entraven en zel entre febrer i abril, però uns pocs ho feren entre agost i setembre. A la natura, hi ha poca informació sobre el cicle estral d'aquesta espècie. A l'Índia, al Pakistan i a Sri Lanka, es creu que poden entrar en zel en qualsevol època de l'any. A Madagascar, es creu que la temporada de reproducció té lloc entre els mesos de setembre i octubre. Es desconeix quan són deslletades les cries a la natura. La informació disponible prove d'animals en captivitat. Les femelles donen a llum entre 2 i 5 cries, les quals són deslletades als 4 mesos.
S'ha fet poca investigació sobre les cures parentals, però les femelles deslleten a les seves cries en uns quatre mesos. Les femelles són probablement les úniques que crien als seus descendents.
No hi ha dades disponibles sobre l'esperança de vida a la natura. En captivitat, algunes fonts informen d'una esperança de vida de vint anys o més.

## Comunicació
Com a animals solitaris, la comunicació entre ells és mínima, excepte abans i durant l'aparellament. Fan servir senyals acústics i químiques com a part del procés d'aparellament. Quan no s'estan aparellant, les marques odoríferes (orina i fems) són probablement les úniques mostres de comunicació, i poden servir per advertir altres individus dels límits dels seus territoris.

## Depredadors
Les civetes petites de l'Índia tenen pocs depredadors naturals. Són preses de manera oportunista quan estan febles, malaltes, o ferides per grans depredadors. De vegades són consumides per éssers humans i gossos domèstics. La seva primera reacció quan s'enfronten a una amenaça potencial és córrer i amagar-se. Són ràpides, escalen bé, i es camuflen molt bé gràcies al seu pelatge. Si són enfrontades o acorralades, mosseguen i fan servir les urpes en defensa pròpia.

## Ecologia
Les civetes petites de l'Índia semblen haver-se adaptat a omplir un nínxol diferent del d'altres espècies similars. S'especula que els membres més grans del gènere viverra són prou grans per ser ecològicament independents a causa de la seva competència marginal. El seu impacte ecològic primari podria ser el de controlar les poblacions de rosegadors. La seva gran capacitat d'adaptació significa que es troben en molts tipus d'ambients i que poden canviar les estratègies de cerca d'aliment quan convé. Els impactes ecològics, per tant, varien segons la seva àrea de distribució. A Madagascar, és probable que les poblacions pròsperes d'aquesta espècie, hagin causat una disminució de la mida de les poblacions d'Eupleri (Eupleres goudotii) i civeta de Madagascar (Fossa Fossana) a causa de la competència. Poc se sap sobre l'estat i l'ecologia de les poblacions de civeta petita de l'Índia a Socotra i Zanzíbar.
Poden transmetre malalties, però el seu paper com a vector de la malaltia sembla mínim. Es veuen afectades per una varietat de paràsits externs. No obstant això, s'ha fet poca investigació de la civeta petita de l'Índia com a hoste i, per tant, se'n desconeixen els detalls.

## Relacions amb humans
Poden si són acorralades o si són capturades, en defensa pròpia. Encara que és estrany, poden transmetre la ràbia, que és potencialment mortal per a altres animals i els éssers humans. A les civetes petites de l'Índia els agrada menjar pollastres quan es viuen a les proximitats dels éssers humans i poden menjar petits animals domèstics. Com a resultat, es consideren una plaga en algunes zones.
Per altra banda, mengen animals que provoquen les malalties, especialment ratolins i rates, i de vegades es venen com a mascotes per controlar les poblacions de rosegadors. Molts pobles indígenes mantenen civetes petites de l'Índia per recollir l'oli de civeta que produeixen les glàndules d'animals, i les seves pells es venen com a pells exòtiques.

## Estat de conservació
Encara que el seu hàbitat natural està en perill per la invasió humana, la civeta petita de l'Índia segueix creixent, i la tendència de la població general està catalogada com a "estable" per la Unió Internacional per a la Conservació de la Natura (UICN). Els individus d'aquesta espècie són molt adaptables i la invasió humana no sembla tenir un impacte molt negatiu en la seva àrea de distribució. Estan mínimament amenaçats per la caça de pells i pels agricultors que les cacen per protegir el bestiar. Són àmpliament considerats plagues, i s'han convertit en un competidor dominant a Madagascar, on fou introduïda. Per tant, hi ha una preocupació molt gran per a la conservació d'altres espècies que estan afectades per la mateixa civeta petita de l'Índia.

## Subespècies
- Viverricula indica indica
- Viverricula indica atchinensis
- Viverricula indica baliensis
- Viverricula indica baptistae
- Viverricula indica deserti
- Viverricula indica klossi
- Viverricula indica mayori
- Viverricula indica muriavensis
- Viverricula indica pallida
- Viverricula indica schlegelii
- Viverricula indica thai
- Viverricula indica wellsi